# Rouslan Aouchev
 (août 2019).
Si vous disposez d'ouvrages ou d'articles de référence ou si vous connaissez des sites web de qualité traitant du thème abordé ici, merci de compléter l'article en donnant les références utiles à sa vérifiabilité et en les liant à la section « Notes et références ».
Rouslan Soultanovitch Aouchev (en russe : Руслан Султанович Аушев), né le 29 octobre 1954 à Volodarskoïe au Kazakhstan, alors en
URSS, est un homme politique russe, président de la république d'Ingouchie, qui fait partie de la fédération de Russie, entre mars 1993 et décembre 2001.

## Biographie

### Carrière militaire
D'origine ingouche, sa famille avait été déportée par Joseph Staline en février 1944 au Kazakhstan. Il entre dans l'armée en 1971, et étudie à l'Académie de guerre d'Ordjonikidze entre 1971 et 1976. Jusqu'en 1980, il sert dans le nord du Kazakhstan soviétique.
À partir de 1980, il fait partie de la 40e armée du Turkestan qui part combattre en Afghanistan. Il y restera jusqu'en 1987 avec une interruption pour ses études, en qualité de volontaire internationaliste.
Il est capitaine lorsqu'il est élevé à la dignité de héros de l'Union soviétique en 1982. Après trois ans passés à l'Académie militaire Frounze, il retourne en 1985 en Afghanistan, où il commande un régiment motorisé. il est nommé lieutenant-colonel en 1986 et il est blessé. Après l'Afghanistan, il est nommé dans la région militaire de l'Extrême-orient russe. Entre mars 1989 et août 1991, il est député dans le kraï du Primorié. Il est alors nommé général.
Entre août et décembre 1991, il est président du Comité des combattants internationalistes auprès du Conseil des ministres de l'Union soviétique ; puis, à l'écroulement de l'URSS, il occupe la même fonction auprès des chefs de gouvernement des pays de la CEI. Celui-ci change de nom et devient le Comité des anciens combattants et regroupe 40 organisations.
En 2000, il prend sa retraite de l'armée avec le rang de lieutenant général.

### Carrière politique
En 1992, lorsque l'Ingouchie se sépare de la Tchétchénie, il devient chef de l'administration provisoire de la république, puis est élu président en 1993 et réélu en 1996. En outre, il est élu membre du Conseil de la fédération (Russie) en 1994.
En décembre 2001, il démissionne de ses fonctions de président de l'Ingouchie.
Il se fait connaître comme négociateur au moment des prises d'otages tragiques du théâtre de la Doubrovka à Moscou (comédie musicale Nord-Ost) en 2002 et de l'école de Beslan en septembre 2004.
En août 2008, il fait publiquement état de sa volonté de servir à nouveau son peuple « si celui-ci le désirait ».

## Distinctions
Le 7 mai 1982, il a reçu l'étoile d'or et le titre de Héros de l'Union soviétique.